# Улица Полины Осипенко (Москва)
Улица Поли́ны Осипе́нко — улица в Северном административном округе города Москвы на территории Хорошёвского района. Проходит параллельно Хорошёвскому шоссе. Улица образовалась в 1990-х годах. Застроена типовыми жилыми домами.

## Происхождение названия
Изначально улица обозначалась как Проектируемый проезд № 5489. В 2006 году улица была названа в честь Полины Денисовны Осипенко (1907—1939) — лётчицы, Героя Советского Союза, установившей пять международных авиационных рекордов среди женщин. Рядом проходит улица Гризодубовой, таким образом здесь образуется тематический микрорайон. Также название связано с тем, что неподалёку находился Центральный аэродром имени Фрунзе

## Транспорт
Ближайшие станции метро — «Беговая», «Полежаевская», «ЦСКА»— расположены на Хорошёвском шоссе, а также железнодорожная платформа «Беговая».

## Интересные факты
В Москве существует ещё две улицы, названные в честь Полины Осипенко: Улица Осипенко в Южном Бутово и Улица Осипенко в районе Внуково (пос. Толстопальцево). До 1994 года именем Полины Осипенко называлась Садовническая улица.